# Zapytiv
Zapytiv (ukrainien : Запитів) est une commune urbaine de l'oblast de Lviv, en Ukraine. Elle compte 2 971 habitants en 2021.